# Dany Boon
Dany Boon, született Daniel Farid Hamidou (Armentières, 1966. június 26. –) César-díjas francia színész, komikus, filmrendező és forgatókönyvíró.

## Magánélete
Négy fia és egy lánya van három különböző kapcsolatból. Első feleségétől született legidősebb fia, Mehdi 1997-ben. Második feleségétől, Judith Godrèche-től született Noé 1999. szeptember 4-én. Harmadik felesége Yael Harris, akinek kedvéért Dany 2002-ben áttért a zsidó vallásra. Ebből a házasságból született Eytan 2005. június 23-án, Elia 2006. december 20-án és Sarah 2010. március 1-jén.

## Filmográfia

### Film

#### Rendező, író és producer
| Év   | Magyar cím                        | Eredeti cím                            | Feladatkör | Feladatkör | Feladatkör        |
| Év   | Magyar cím                        | Eredeti cím                            | Rendező    | Író        | Producer          |
| ---- | --------------------------------- | -------------------------------------- | ---------- | ---------- | ----------------- |
| 2003 |                                   | Dany Boon à s'baraque et en ch'ti      | Igen       | Igen       | Nem               |
| 2006 |                                   | La maison du bonheur                   | Igen       | Igen       | Nem               |
| 2006 |                                   | Dany Boon: Waïka                       | Igen       | Igen       | Nem               |
| 2008 | Isten hozott az Isten háta mögött | Bienvenue chez les Ch’tis              | Igen       | Igen       | Nem               |
| 2010 | Isten hozta Délen!                | Benvenuti al Sud                       | Nem        | Igen       | Vezető koproducer |
| 2010 | Finánc a pácban                   | Rien à déclarer                        | Igen       | Igen       | Nem               |
| 2012 |                                   | Benvenuti al nord                      | Nem        | Nem        | Vezető producer   |
| 2014 | Szuper-hipochonder                | Supercondriaque                        | Igen       | Igen       | Nem               |
| 2016 |                                   | Fleur de tonnerre                      | Nem        | Nem        | Társproducer      |
| 2016 |                                   | Ma famille t'adore déjà                | Nem        | Nem        | Vezető producer   |
| 2016 | RAID – A törvény nemében          | Raid dingue                            | Igen       | Igen       | Koproducer        |
| 2017 | Escobar                           | Escobar                                | Nem        | Nem        | Vezető producer   |
| 2018 | Vissza a gyökerekhez              | La Ch'tite famille                     | Igen       | Igen       | Igen              |
| 2020 | A nagy előadás                    | Un triomphe                            | Nem        | Nem        | Társproducer      |
| 2020 |                                   | Cigare au miel                         | Nem        | Nem        | Társproducer      |
| 2021 | Ezek vagyunk mi                   | 8 Rue de l'Humanité                    | Igen       | Igen       | Nem               |
| 2022 |                                   | Falcon Lake                            | Nem        | Nem        | Koproducer        |
| 2022 |                                   | Le pharaon, le sauvage et la princesse | Nem        | Nem        | Koproducer        |
| 2022 |                                   | Houria                                 | Nem        | Nem        | Koproducer        |
| 2023 |                                   | Les âmes soeurs                        | Nem        | Nem        | Koproducer        |
| 2023 | Az igazi élet                     | La Vie pour de vrai                    | Igen       | Igen       | Koproducer        |
| 2023 |                                   | Welcome al norte                       | Nem        | Nem        | Vezető producer   |

#### Színész
| Év   | Magyar cím                               | Eredeti cím                                | Szerep                        | Magyar hang               |
| ---- | ---------------------------------------- | ------------------------------------------ | ----------------------------- | ------------------------- |
| 1996 | Igen                                     | Oui                                        | Wilfried                      |                           |
| 1997 |                                          | Paroles d’hommes                           | Gérard                        |                           |
| 1997 | A költözés                               | Le déménagement                            | Alain                         | Balázs Zoltán             |
| 1998 | Éjkirálynő nappal                        | Bimboland                                  | Greg                          | Kőszegi Ákos              |
| 2004 |                                          | Pédale dure                                | Sébastien „Seb” Jouve         |                           |
| 2004 |                                          | La vie de chantier                         | Charles Boullin               |                           |
| 2005 | A bűvös körhinta                         | The Magic Roundabout                       | Ambroise (hangja)             | Gyabronka József[forrás?] |
| 2005 | Fegyverszünet karácsonyra                | Joyeux Noël                                | Ponchel                       | Kapácsy Miklós            |
| 2006 | Topmodell a barátnőm                     | La doublure                                | Richard                       | Scherer Péter             |
| 2006 |                                          | La maison du bonheur                       | Charles Boulin                |                           |
| 2006 | Van barátod?                             | Mon meilleur ami                           | Bruno                         | Damu Roland               |
| 2006 | Van barátod?                             | Mon meilleur ami                           | Bruno                         | Dányi Krisztián           |
| 2008 | Isten hozott az Isten háta mögött        | Bienvenue chez les Ch’tis                  | Antoine Bailleul              | Kerekes József            |
| 2008 | Mia és Migoo                             | Mia et la Migou                            | Le Migou (hangja)             |                           |
| 2008 | Gyerekek vagy egyebek                    | De l’autre côté du lit                     | Hugo Marciac                  | Csankó Zoltán             |
| 2009 |                                          | Le code a changé                           | Piotr                         |                           |
| 2009 | Micmacs – (N)agyban megy a kavarás       | Micmacs à tire-larigot                     | Bazil                         | Gyabronka József          |
| 2010 | Sammy nagy kalandja – A titkos átjáró    | Sammy's avonturen: De geheime doorgang     | Sammy (francia hangja)        | Sánta László              |
| 2010 | Sammy nagy kalandja – A titkos átjáró    | Sammy's avonturen: De geheime doorgang     | Sammy idősen (francia hangja) | Koroknay Géza             |
| 2010 | Finánc a pácban                          | Rien à déclarer                            | Mathias Ducatel               | Háda János                |
| 2012 | Asterix és Obelix: Isten óvja Britanniát | Astérix & Obélix: Au service de sa Majesté | Szeizmográf                   | Welker Gábor              |
| 2012 | Véletlen boldogság                       | Un plan parfait                            | Jean-Yves                     | Seszták Szabolcs          |
| 2013 | Az izlandi vulkán                        | Eyjafjallajökull                           | Alain                         | Szatmári Attila           |
| 2014 | Szuper-hipochonder                       | Supercondriaque                            | Romain Faubert                | Csankó Zoltán             |
| 2015 | Így jártam a mostohámmal                 | Lolo                                       | Jean-René Graves              | Scherer Péter             |
| 2016 | RAID – A törvény nemében                 | Raid dingue                                | Eugène Froissard              | Karácsonyi Zoltán         |
| 2016 | A sóher                                  | Radin!                                     | François Gauthier             | Scherer Péter             |
| 2016 |                                          | Ils sont partout                           | Pascal                        |                           |
| 2016 | A barátságos óriás                       | The BFG                                    | A HABÓ (francia hangja)       | Schnell Ádám              |
| 2018 | Vissza a gyökerekhez                     | La Ch'tite famille                         | Valentin                      | Kerekes József            |
| 2019 | Gyagyás gyilkosság                       | Murder Mystery                             | Laurent Delacroix             | Kőszegi Ákos              |
| 2020 | Fedőneve: Oroszlán                       | Le lion                                    | Léo Milan                     |                           |
| 2021 | Ezek vagyunk mi                          | 8 Rue de l'Humanité                        | Martin                        |                           |
| 2022 | Madeleine sofőrje                        | Une belle course                           | Charles                       |                           |
| 2023 | Bűnös vagyok                             | Mon crime                                  | Palmarède                     |                           |
| 2023 | Gyagyás gyilkosság 2.                    | Murder Mystery 2                           | Laurent Delacroix             | Kőszegi Ákos              |
| 2023 | Az igazi élet                            | La Vie pour de vrai                        | Tridan Lagache                |                           |
| 2024 |                                          | Les chèvres!                               | Maître Pompignac              |                           |